# Mads Fenger
Mads Fenger, né le 10 septembre 1990 à Aarhus au Danemark, est un footballeur danois. Il évolue au poste de défenseur central à l'Hammarby IF.

## Biographie

### En club
Il atteint la finale de la Coupe du Danemark en 2013 avec le Randers FC, en étant battu par le club d'Esbjerg.
Il joue 17 matchs en Ligue Europa avec le club du Randers FC.
Lors de l'été 2017, Mads Fenger rejoint la Suède afin de s'engager librement en faveur de l'Hammarby IF. Le transfert est annoncé dès le 17 février 2017 et il signe un contrat de trois ans,.

### En sélection
Mads Fenger reçoit 15 sélections avec les espoirs danois.

## Palmarès
- Finaliste de la Coupe du Danemark en 2013 avec le Randers FC